# Andrée Viollis
Andrée Françoise Caroline Jacquet, conocida como Andrée Viollis, (Mées, 9 de diciembre de 1870-París, 10 de agosto de 1950) fue una periodista y escritora francesa. Figura destacada del periodismo de información y del gran reportaje, militante antifascista y feminista. Fue varias veces premiada, y se le entregó la Legión de Honor.

## Biografía
De nacionalidad francesa, nació en el seno de una familia burguesa cultivada. Después de la obtención de su bachillerato, prosiguió estudios superiores en Francia e Inglaterra y obtuvo una licenciatura en Artes y Letras. Se orientó hacia el periodismo e hizo su debut en el periódico feminista La Fronde de Marguerite Durand donde descubrió el periodismo de investigación y de idea.
Se casó con Gustave Téry, normalista, y profesor de filosofía con que tuvo dos hijas, una de ellas es Simone Téry. Se divorció, y luego contrajo matrimonio en 1905 con Henri de Ardenne de Tizac, un autor de novelas conocido por el seudónimo de Jean Viollis, con quien tendrá otras dos hijas. Con él, se dedicó al periodismo literario donde desplegó sus talentos de crítica, columnista, folletinista y cuentista. 
Durante la Primera Guerra Mundial fue una enfermera voluntaria. A partir de 1914, colaboró en el periódico El Petit Parisiense donde se orientó hacia el gran reportaje y cubrió las temas más diversos : eventos deportivos, grandes procesos, entrevistas políticas, correspondencia de guerra. 
Paralelamente, fue desde 1924 la única mujer en la dirección del Sindicato nacional de periodistas, donde su réplica mordaz en 1932 fue apreciada, frente a un oficial japonés furioso de su presencia durante abusos japoneses en Shanghái, que le cuestiona «¿Qué hace usted allí?» y ella respondió «¡Mi trabajo!».
Investigó en la URSS de 1927 diez años después de la revolución bolchévique, fue testigo de la guerra civil afgana en 1929, de la revuelta india en 1930, acompañó al ministro de las colonias Paul Reynaud en Indochina en 1931, y siguió en 1932 el conflicto sino-japonés. Durante el Frente popular, se comprometió junto con los intelectuales antifascistas y codirigió con André Chamson y Jean Guéhenno la publicación semanal política-literaria Vendredi, donde defendió la causa de la República española y de los pueblos víctimas de la Colonización francesa. 
En 1837 fue galardonada con la Legión de Honor.
En 1938, ingresó a la redacción del diario comunista Ce soir, dirigido por Louis Aragón y Jean-Richard Bloch.
Cercana de los medios intelectuales comunistas, se comprometió en la Resistencia en la zona sur durante la Segunda Guerra Mundial, y puso su pluma al servicio de este compromiso. Pasó la guerra en Lyon y Dieulefit.
En 1945, Andrée Viollis trabajó nuevamente con Ce soir. Colaboró igualmente en algunas publicaciones del movimiento comunista. Retomó los grandes reportajes, lo que la llevó a viajar a Sudáfrica.
Murió el 10 de agosto de 1950 en su domicilio en el distrito 6 de París, y, está enterrada en el cementerio de Montparnasse,

## Obras

### Ediciones originales
- Criquet, Calmann-Lévy, 1913.[6]
- Lord Northcliffe, B. Grasset, 1919
- La perdrix dorée, Baudinière coll. "Les Maîtres de la plume", 1925
- La Vraie Mme de La Fayette, Bloud et Gay, 1926
- Seule en Russie, de la Baltique à la Caspienne, Gallimard, 1927
- Alsace et Lorraine au-dessus des passions, V. Attinger coll. "Occident", 1928
- L'Inde contre les Anglais, Éd. des portiques, 1930
- Tourmente sur l'Afghanistan, Librairie Valois, coll. "Explorations du monde nouveau", 1930
- Changhaï et le destin de la Chine, R.-A. Corrêa, coll. "Faits et gestes", 1933 (Introduction de Henri Rohrer)
- Le Japon et son empire, B. Grasset, coll. "Les Ecrits", 1933
- Le Japon intime, F. Aubier, coll. "des Documents", 1934
- Indochine S.O.S (préf. André Malraux), Gallimard, 1935,
- Le Conflit sino-japonais, M. Maupoint, 1938 (Conférence du Cercle Descartes donnée dans l'amphithéâtre Descartes à la Sorbonne(
- Notre Tunisie, Gallimard, 1939
- Le Racisme hitlérien, machine de guerre contre la France, les Éditions de la clandestinité, 1944 (Brochure publiée clandestinement pour la première fois en 1943)
- Le Secret de la reine Christine, Éditions Agence Gutenberg, coll. "Les Vies illustres romancées", 1944
- Puycerrampion (avec Jean Viollis), la Bibliothèque française, 1947
- L'Afrique du Sud, cette inconnue, Hachette, coll. "Choses vues, aventures vécues", 1948

### Prefacio
- Edgar Roland-Michel, Los Meskines, Imprimerie du Laboureur, 1935

### Reediciones
- Criquet, Gallimard, coll. "Succès", 1934 (1re éd. 1913)
- Indochine S.O.S., les Éditeurs français réunis, 1949 (1re éd. 1935) (Préface de Francis Jourdain)
- La Vérité sur la reddition de Minorque, in Ce Soir, février 1939, réédité au sein de: Pons, Francisco, La rendición de la isla de Menorca vista desde el exilio: 9 de febrero de 1939, Équipe d'accueil Littérature et langues, Université de Bretagne occidentale, 1989 ISBN 2-901737-14-5
- Tourmente sur l'Afghanistan, l'Harmattan, 2003 (1re éd. 1930) (Reproduction en fac-similé de la première édition) ISBN 2-7475-3143-0